# Chastre
Chastre là một đô thị ở tỉnh Walloon Brabant. Tại thời điểm ngày 1 tháng 1 năm 2006 Chastre có dân số 6.734 người. Tổng diện tích là 31,27 km² với mật độ dân số là 215 người trên mỗi km².

## Local sites of political parties
- CDH - Centre Démocrate Humaniste - Section de Chastre[liên kết hỏng]
- ECOLO - Section de Chastre
- MR - Mouvement Réformateur - Section de Chastre Lưu trữ ngày 15 tháng 6 năm 2009 tại Wayback Machine
- PS - Parti Socialiste - Section de Chastre Lưu trữ ngày 9 tháng 10 năm 2007 tại Wayback Machine